# SN 2009dz
SN 2009dz – supernowa odkryta 3 kwietnia 2009 roku w galaktyce A123535+0152. W momencie odkrycia miała maksymalną jasność 18,10m.